# 新関善美
新関 善美（にいぜき よしみ、1954年9月29日 - 2018年8月22日）は、山形県山形市出身の元プロゴルファー。

## 来歴
小学校から東京に転居し、獨協高時代は野球部のエースであった。慶應義塾大学進学を目指して浪人していた時に、父の友人であった1956年のメルボルン五輪レスリング金メダリストの笹原正三にプロゴルファー転向を勧められ、栃木県矢板市の矢板カントリークラブで腕を磨く。
1978年にプロ入りし、「山形で超一流を目指す」と故郷を拠点に活動。バックスイングに独特のリズムを持つ変則的なスイングで、テークバックでインに引き、コックは可能な限り使わず、ヘッド、フェースが常にスクェアを保つ打法で飛距離より正確さを身上とした。11年目の1988年にはミズノオープンでベテラン金井清一をプレーオフで下して涙の初優勝を飾り 、1989年の日経カップ 中村寅吉メモリアルでもプレーオフで藤木三郎を退け、ツアー2勝目を上げた。
ツアー通算6勝を上げたほか、1988年にはキリンカップ世界選手権アメリカ大会、1989年にはワールドカップスペイン大会の日本代表も経験。ワールドカップは磯村芳幸とペアを組んだが、団体16位に終わった。
1990年はツアー開幕前に最後の開催となったくずは国際で初日69、最終日63をマークし、中村忠夫を抑えて優勝。
2004年にはシニアデビューし、誕生日に行われたデビュー戦の日本プロシニアにニッカボッカで登場。ツアーから3年遠ざかって試合勘が掴めなかったのとレーザー手術した右目が良くなかったことなどで、1打及ばず予選落ちとなってしまった。
現役時代は寡黙な印象であったが、引退後はとちぎテレビでトーク&レッスン番組「新関善美のゴルフ、ココだけの話。」を持ち、東日本大震災の時にはボランティアで奔走。
所属する日本プロゴルフ協会では、それまで無かった東北地区の理事の枠を設けることに尽力し、自ら東北の理事代表として意見を開陳。
2016年からは日本プロゴルフ協会理事に就任し、2018年3月の会長選挙に倉本昌弘会長の対立軸として立候補したが、敗れていた。
2015年9月のユニデングランドシニアチャンピオンシップが最後の出場試合となり、同年4月頃から体調不良により療養していたが、8月22日午後3時2分、脊髄腫瘍のため山形市内の病院で死去。63歳没。

## 主な優勝
- 1988年 - ミズノオープン
- 1989年 - 日経カップ

### その他
- 1990年 - くずは国際
- 1994年 - 東北オープン
- 1998年 - ダイワカップ山梨オープン
- 1999年 - アイフルカップスプリング